# Hjärnblödning
Hjärnblödning innebär att ett eller flera blodkärl har brustit inuti skallen. Bristningen kan antingen uppstå till följd av skalltrauma eller spontant.

## Traumatisk hjärnblödning
Traumatisk hjärnblödning innebär att skadan uppstått efter yttre fysiskt våld på skallen.
Traumatisk hjärnblödning kan indelas i
- Epiduralblödning - blödning mellan skallen och den yttersta, hårda hjärnhinnan (dura mater). Orsakas av att en artär brister till exempel efter ett kraftigt slag mot tinningen, kan också drabba unga. Detta är den allvarligaste formen av traumatisk hjärnblödning och kan ge snabb försämring av personen. Akut operation kan vara livräddande. Övriga former av hjärnblödning kan också behöva opereras, men sällan lika akut och de kan också läka av sig själv.
- Subduralblödning - blödning innanför den yttre hjärnhinnan. Orsakad av att en ven skadats och är inte lika akut som epiduralblödning. Drabbar oftast äldre med skörare blodkärl, det räcker ofta med mindre slag mot huvudet. Symtomen kan utvecklas långsamt och på upp till månader ge symtom av förvirring, glömska, huvudvärk med mera.
- Subarachnoidalblödning - blödning belägen mellan araknoidean (spindelvävshinnan) och pia mater (mjuka hjärnhinnan),[1] inte lika allvarligt som spontan subarachnoidalblödning.
- Kontusionsblödning - blödning inne i själva hjärnvävnaden. Allvarlighetsgraden beror på var blödningen sitter och framförallt på hur stor den är.

## Spontan hjärnblödning
Spontan hjärnblödning innebär att bristningen uppstått oberoende av yttre skada och är en form av stroke.
Spontan hjärnblödning kan indelas i
- Intracerebral blödning - blödning inne i hjärnvävnaden. Viktigaste orsaken är högt blodtryck. Symtomen beror på var blödningen sitter, vanligt är halvsidig förlamning. Behöver vård på stroke-enhet och rehabilitering, däremot sällan operation.
- Subarachnoidalblödning Orsakas av svaghet i ett blodkärl, oftast på grund av aneurysm (80%) eller kärlmissbildning (15%). Kan ge kraftig och snabbt debuterande huvudvärk, så kallad "åskknallshuvudvärk", illamående, kräkningar och medvetandesänkning. Ofta sker en ny, större blödning inom några timmar eller dagar och man bör ha kommit under akut vård innan dess. Dödligheten är cirka 30% i akutskedet. Diagnosen ställs akut med datortomografi och eventuellt ett prov på ryggmärgsvätskan, en så kallad lumbalpunktion. Patienten skall övervakas på en intensivvårdsavdelning. Sedan bör man snarast kartlägga kärlen i huvudet för att kunna åtgärda aneurysm och kärlmissbildningar. Detta kan ske genom operation eller genom metoder som görs under en röntgenundersökning.